# إي. في. كارتر
إي. في. كارتر (بالإنجليزية: E. V. Carter)‏ هو مصرفي أمريكي، ولد في 13 أكتوبر 1860 في القادر في الولايات المتحدة، وتوفي في 3 يناير 1933 في آشلاند في الولايات المتحدة.